# F355 Challenge
F355 Challenge is een computerspel dat werd uitgebracht in 1999 als arcadespel. In 2000 werd het spel uitgegeven op de PlayStation 2 en Sega Dreamcast onder de naam Ferrari F355 Challenge in Europa en F355 Challenge: Passione Rossa in Amerika. De enige auto in het spel is de Ferrari F355. Het spel wordt gezien als de beste racesimulatie van de F355 in die tijd.

## Circuits
Het arcadespel heeft zes circuits:
- Motegi (ovale circuit)
- Suzuka (korte versie)
- Monza (circuit volgens 1998)
- Sugo
- Suzuka (volledige circuit)
- Long Beach

De console-versies hebben zes extra circuits die vrijgespeeld kunnen worden:
- Atlanta
- Nürburgring
- Laguna-Seca
- Sepang
- Fiorano (track waarop Ferrari zijn auto's test)

## Muziek
Tijdens het rijden hoort de speler muziek van Genki Hitomi en Minoru Niihara.

## Platforms
| Jaar | Platform      |
| ---- | ------------- |
| 1999 | Arcade        |
| 2000 | Dreamcast     |
| 2002 | PlayStation 2 |

## Ontvangst
| Beoordeeld door                | Platform     | Datum             | Score |
| ------------------------------ | ------------ | ----------------- | ----- |
| The Next Level                 | Dreamcast    | 23 augustus 2000  | 100%  |
| Futuregamez.net                | Dreamcast    | 28 januari 2001   | 92%   |
| IGN                            | PS2 + Arcade | 19 september 2000 | 92%   |
| GameSpot                       | Dreamcast    | 17 augustus 2000  | 91%   |
| neXGam                         | Dreamcast    | 2002              | 90%   |
| Gaming Target                  | Dreamcast    | 16 oktober 2000   | 90%   |
| Power Unlimited                | Dreamcast    | december 2000     | 90%   |
| SegaFan.com                    | Dreamcast    | 3 januari 2003    | 85%   |
| 4Players.de                    | Dreamcast    | 30 oktober 2000   | 81%   |
| Adrenaline Vault, The (AVault) | Dreamcast    | 21 oktober 2000   | 80%   |
| Super Play                     | Dreamcast    | oktober 2000      | 80%   |